# Рудольф Бекманн
Ру́дольф Бе́кманн (нім. Rudolf Beckmann; 20 лютого 1910, Оснабрюк — 14 жовтня 1943, Собібор) — німецький військовик часів Другої світової війни, звання СС Обершарфюрер (SS — Oberscharfuhrer). Добровільно пішов на співпрацю з німецьким урядом й був направлений до військ СС.
Рудольф Бекманн народився 20 лютого 1910 року в містечку Оснабрюку (Osnabruck). В квітні 1942 року його було направлено до СС підрозділу табору «Собібор» де він числився за «Кампусом 2» (робочому таборі) в цьому винищувальному таборі. Рудольф очолював Сортуване Командос в «кампусі 2» табору Собібор.
Цей «німець з мишачим обличчям» ще управляв кінним підрозділом в таборі. А після початку лісозаготівельних робіт його було направлено керувати будинком лісника на лісозаготівельних майданчиках. Коли ж відбулося постання в таборі Собібор, Рудольфа Бекмана було вбито. Таким чином увязнені розправилися з військовим злочинцем, а після закінчення Другої світової війни Еріх Бауер засвідчив, що перевіз тіло загиблого Рудольфа до Любліна, де його було перепоховано.